# Free and Easy (Ayumi Hamasaki)
 (octobre 2021).
Pour les articles homonymes, voir Free and Easy.
Singles de Ayumi Hamasaki
Daybreak
(2002) H
(2002)
Free and Easy, officiellement titré Free & Easy, est le 26e single original de Ayumi Hamasaki sorti sous le label Avex Trax, excluant ré-éditions, remixes, et son tour premier single sous un autre label.

## Présentation
Le single sort le 24 avril 2002 au Japon sous le label Avex Trax, produit par Max Matsuura. Il sort qu'un mois et demi après le précédent single en solo de Hamasaki : Daybreak. Il atteint la 1re place du classement de l'Oricon. Il se vend à 281 090 exemplaires la première semaine, et reste classé pendant 9 semaines, pour un total de 486 520 exemplaires vendus durant cette période. Tous ses singles suivants sans exception se classeront également N°1 des ventes, du moins jusqu'en 2010.
C'est le premier single de la chanteuse à ne plus sortir également dans une version au format maxi 45 tours vinyle, contrairement aux singles précédents. C'est aussi son premier maxi-CD single à ne contenir que quelques titres pour une durée d'une vingtaine de minutes, contrairement aux précédents qui en contenaient une dizaine pour une durée de près d'une heure. Le disque ne contient donc que quatre titres : la chanson-titre, sa version instrumentale, et deux versions remixées des chansons Naturally et Still Alone de l'album I Am..., la dernière étant déjà parue sur l'album de remix Ayu-mi-x 4 + selection Non-Stop Mega Mix Version sorti le mois précédent.
La chanson-titre est la huitième chanson dont Ayumi Hamasaki a aussi écrit la musique, sous le pseudonyme Crea, en collaboration avec D・A・I. Elle a été arrangée par HΛL, qui obtiendra une récompense aux 44e Nippon Record Awards pour cela. Elle a servi de thème musicale pour une campagne publicitaire pour la chaine stéréo 57MD de la marque Panasonic, tandis que la version remixée de Naturally a servi de thème pour une campagne pour la marque de cosmétique Kosé Visée. La chanson-titre figurera sur l'album Rainbow qui sortira en fin d'année, puis sur les compilations A Best 2: Black de 2007 et A Complete: All Singles de 2008. Elle sera également remixée sur trois albums de remix de 2002 et 2003 : Cyber Trance presents ayu trance 2, Super Eurobeat presents ayu-ro mix 3, et Ayu-mi-x 5 non stop mega mix.
Un livre de photo (photobook) homonyme sort le même jour que le disque, contenant des photos de la chanteuse dans des costumes évoquant Jeanne d'Arc, dans des décors moyenâgeux. La photo de couverture du single provient de cette session de photo ; une édition limitée du disque comprend une photo supplémentaire imprimée sur le CD. Le clip vidéo s'inspire aussi de cette imagerie médiévale.

## Liste des titres
Toutes les paroles sont écrites par Ayumi Hamasaki, toute la musique est composée par CREA & D・A・I sauf N°2 et 3 par CREA.
| 1. | Free & Easy "Original Mix"                                | Mix : Yasuo Matsumoto | 5:00 |
| 2. | Naturally "Dolly remix"                                   | CMJK                  | 5:09 |
| 3. | Still Alone "Warp Brothers Extended Mix" (still alone...) | Warp Brothers         | 7:31 |
| 4. | Free & Easy "Original Mix" (Instrumental)                 | Mix : Yasuo Matsumoto | 4:59 |